# Оськино (Соликамский район)
Оськино — деревня в Соликамском городском округе Пермского края России.

## История
До 2019 года входила в состав ныне упразднённого Басимского сельского поселения Соликамского района.

## География
Деревня находится в западной части района, в районе южно-таёжных пихтово-еловых лесов, на левом берегу реки Курныловки, на расстоянии приблизительно 36 километров (по прямой) к западу-северо-западу от города Соликамска, административного центра района. Абсолютная высота — 163 метра над уровнем моря.
Климат
Климат характеризуется как умеренно континентальный, с продолжительной холодной зимой и коротким тёплым летом. Средняя многолетняя температура самого холодного месяца (января) составляет −15,7°С (абсолютный минимум — −48,3 °С), температура самого тёплого (июля) — +17,4°С (абсолютный максимум — 37 °С). Продолжительность безморозного периода составляет 114 дней. Среднегодовое количество осадков — 634 мм.

## Население
| 2010 |
| ---- |
| 4    |

Половой состав
По данным Всероссийской переписи населения 2010 года в половой структуре населения мужчины составляли 75 %, женщины — соответственно 25 %.
Национальный состав
Согласно результатам переписи 2002 года, в национальной структуре населения русские составляли 67 % из 3 чел., молдаване — 33 %.